# 카멘카

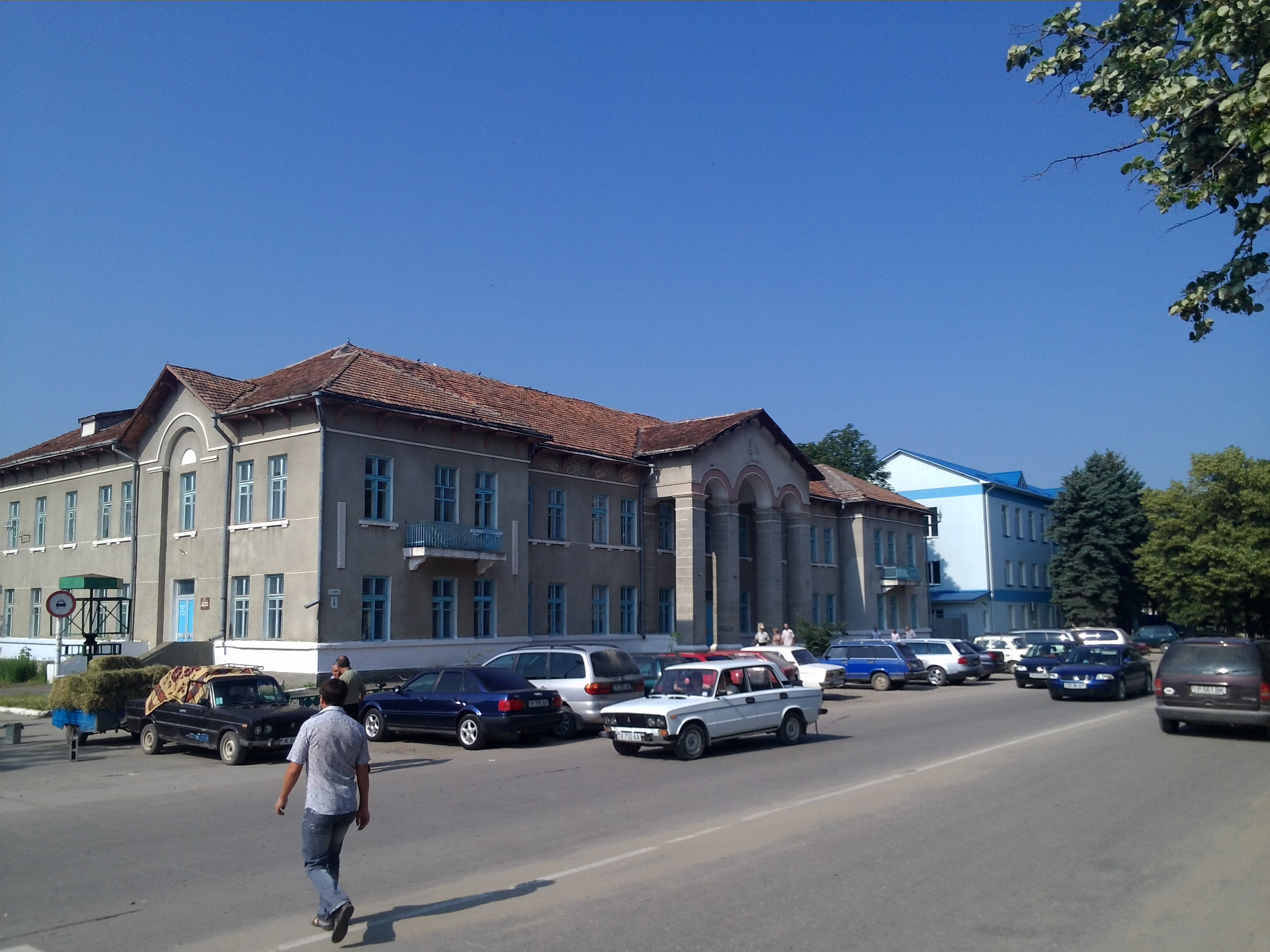

카멘카(러시아어: Каменка, 우크라이나어: Кам'янка, 폴란드어: Kamionka)는 국제사회에서 몰도바의 영토로 간주하는 트란스니스트리아 북부에 있는 도시이다. 카멘카 시와 솔네치노예 마을로 이루어져 있다. 카멘카 군(郡)의 소재지이다. 2002년 시(市)로 승격되었다.
드네스트르강변인 북위 48° 1′  동경 28° 43′  / 북위 48.017°  동경 28.717° 에 위치한다. 1989년의 인구는 13,689명이었던 데 비해 2004년 인구조사 결과로는 10,323명으로 감소하였다. 몰도바인이 절반 정도인 5,296명, 우크라이나인이 3,476명, 러시아인이 1,305명, 벨라루스인이 61명, 폴란드인이 42명, 기타 민족 또한 존재한다.